# Ґолчево
Ґолчево (пол. Gołczewo, нім. Golzau) — село в Польщі, у гміні Пархово Битівського повіту Поморського воєводства.
Населення — 255 осіб (2011).
У 1975-1998 роках село належало до Слупського воєводства.

## Демографія
Демографічна структура станом на 31 березня 2011 року:
|          | Загалом | Допрацездатний вік | Працездатний вік | Постпрацездатний вік |
| -------- | ------- | ------------------ | ---------------- | -------------------- |
| Чоловіки | 138     | 28                 | 96               | 14                   |
| Жінки    | 117     | 25                 | 73               | 19                   |
| Разом    | 255     | 53                 | 169              | 33                   |